# Genie Awards 2008
Die 28. Genie Awards wurden am 3. März 2008 verliehen. Die Verleihung fand im Metro Toronto Convention Centre in Toronto, Ontario statt. Moderatorin war Sandra Oh. Die Preisverleihung wurde auf E! Entertainment Television und dem Independent Film Channel ausgestrahlt.

## Nominierungen
Die Nominierungsliste wurde von Tödliche Versprechen – Eastern Promises und Shake Hands with the Devil angeführt, die insgesamt in 12 Kategorien nominiert waren. Tödliche Versprechen – Eastern Promises von David Cronenberg und An ihrer Seite, das Regiedebüt von Sarah Polley wurden mit je 5 Preisen am häufigsten ausgezeichnet.
Die Nominierungen wurden von einer Kontroverse überschattet, nachdem Regisseur Jason Reitman öffentlich seine Enttäuschung äußerte, das sein Hitfilm Juno nicht nominiert wurde, obwohl er mit Elliot Page und Michael Cera zwei kanadische Hauptdarsteller hatte und in Kanada von einer kanadischen Crew gedreht worden sei. Sara Morton, Vorsitzende der Academy of Canadian Cinema and Television, rechtfertigte sich damit, dass weder die US-amerikanische Produktionsgesellschaft noch der Filmemacher selbst den Film eingereicht habe, wie es die Statuten verlangen.

## Gewinner und Nominierte
| Bester Film | Regie |
| --- | --- |
| - An ihrer Seite (Away From Her) – Daniel Iron, Simone Urdl und Jennifer Weiss - The Age of Ignorance (L'Âge des Ténèbres) – Denise Robert, Daniel Louis - Continental, a Film Without Guns (Continental, un film sans fusil) – Luc Déry, Kim McCraw - Tödliche Versprechen – Eastern Promises (Eastern Promises) – Robert Lantos, Paul Webster - Shake Hands with the Devil – Laszlo Barna, Michael Donovan                                           | - Sarah Polley – An ihrer Seite (Away From Her) - David Cronenberg – Tödliche Versprechen – Eastern Promises (Eastern Promises) - Denys Arcand – The Age of Ignorance (L'Âge des Ténèbres) - Roger Spottiswoode – Shake Hands with the Devil - Bruce McDonald – Tracey Fragments (The Tracey Fragments) |
| Bester Hauptdarsteller | Beste Hauptdarstellerin |
| - Gordon Pinsent – An ihrer Seite (Away From Her) - Viggo Mortensen – Tödliche Versprechen – Eastern Promises (Eastern Promises) - Marc Labrèche – The Age of Ignorance (L'Âge des Ténèbres) - Claude Legault – Les 3 P'tits Cochons - Roy Dupuis – Shake Hands with the Devil | - Julie Christie – An ihrer Seite (Away From Her) - Anne-Marie Cadieux – You (Toi) - Elliot Page – Tracey Fragments (The Tracey Fragments) - Molly Parker – Who Loves the Sun - Béatrice Picard – Ma Tante Aline |
| Bester Nebendarsteller | Beste Nebendarstellerin |
| - Armin Mueller-Stahl – Tödliche Versprechen – Eastern Promises (Eastern Promises) - Gilbert Sicotte – Continental, a Film Without Guns (Continental, un film sans fusil) - Guillaume Lemay-Thivierge – Les 3 P'tits Cochons - Danny Glover – Poor Boy's Game - Michel-Ange Nzojibwami – Shake Hands with the Devil | - Kristen Thomson – An ihrer Seite (Away From Her)'' - Fanny Mallette – Continental, a Film Without Guns (Continental, un film sans fusil) - Marie-Ginette Guay – Continental, a Film Without Guns (Continental, un film sans fusil) - Laurence Leboeuf – My Daughter, My Angel (Ma fille mon ange) - Véronique Le Flaguais – Surviving My Mother |
| Originaldrehbuch | Adaptiertes Drehbuch |
| - Steve Knight – Tödliche Versprechen – Eastern Promises (Eastern Promises) - Marc-André Lavoie, Simon Olivier Fecteau, David Gauthier – Bluff - Douglas Coupland – Everything's Gone Green - Denys Arcand – The Age of Ignorance (L'Âge des Ténèbres) - Pierre Lamothe, Claude Lalonde – Les 3 P'tits Cochons | - Sarah Polley – An ihrer Seite (Away From Her)'' - Michael Donovan – Shake Hands with the Devil - Maureen Medved – Tracey Fragments (The Tracey Fragments) |
| Bester Kurzfilm | Bester animierter Kurzfilm |
| - Alexis Fortier Gauthier und Élaine Hébert – After All (Après tout) - Marc Almon und Nona MacDermid – The Wake of Calum MacLeod (Faire Chaluim Mhic Leòid) - Michelle Porter und Amy Belling – Regarding Sarah - Anthony Green und Philip Svoboda – Screening - Jeffrey St. Jules und Larissa Giroux – The Tragic Story of Nling | - Madame Tutli-Putli – Maciek Szczerbowski, Chris Lavis, Marcy Page - Here and There – Marc Bertrand, Diane Obomsawin - Jeu – Marcel Jean, Michèle Bélanger, Georges Schwizgebel |
| Beste Ausstattung | beste Kamera |
| - Rob Gray, James Willcock – Fido - André-Line Beauparlant – Continental, a Film Without Guns (Continental, un film sans fusil) - Carol Spier – Tödliche Versprechen – Eastern Promises (Eastern Promises) - Lindsey Hermer-Bell, Justin Craig – Shake Hands with the Devil - François Séguin – Seide (Silk) | - Peter Suschitzky – Tödliche Versprechen – Eastern Promises (Eastern Promises) - Bruce Chun – Nitro - Vic Sarin – Partition - Miroslaw Baszak – Shake Hands with the Devil - Alain Dostie – Seide (Silk) |
| Beste Kostüme | Bester Schnitt |
| - Carlo Poggioli, Kazuko Kurosawa – Seide (Silk) - Denise Cronenberg – Tödliche Versprechen – Eastern Promises (Eastern Promises) - Mary E. McLeod – Fido - Dolly Ahluwalia – Partition - Joyce Schure – Shake Hands with the Devil | - Ronald Sanders – Tödliche Versprechen – Eastern Promises (Eastern Promises) - David Wharnsby – An ihrer Seite (Away From Her) - Jean-François Bergeron – Les 3 P'tits Cochons - Susan Maggi – Poor Boy's Game - Jeremiah Munce, Gareth C. Scales – Tracey Fragments (The Tracey Fragments) |
| Bester Ton | Bester Tonschnitt |
| - Stuart Wilson, Christian Cooke, Orest Sushko, Mark Zsifkovits – Tödliche Versprechen – Eastern Promises (Eastern Promises) - John J. Thomson, Stephan Carrier, Martin Lee – Citizen Duane - Eric Fitz, Jo Caron, Gavin Fernandes, Benoît Leduc – Shake Hands with the Devil - Claude La Haye, Olivier Calvert, Bernard Gariépy Strobl, Hans Peter Strobl – Seide (Silk) - John Hazen, Matt Chan, Brad Dawe – Tracey Fragments (The Tracey Fragments) | - Wayne Griffin, Rob Bertola, Tony Currie, Goro Koyama and Michael O’Farrell – Tödliche Versprechen – Eastern Promises (Eastern Promises) - Martin Pinsonnault, Pierre-Jules Audet, Michelle Cloutier, Simon Meilleur und Louis Molinas – Nitro - Marie-Claude Gagné, Diane Boucher, Guy Francoeur, Claire Pochon und Jean-Philippe Savard – Gounod's Romeo et Juliette - Marcel Pothier, Guy Francoeur, Antoine Morin, Guy Pelletier und François B. Senneville – Shake Hands with the Devil - Steve Munro, Paul Shikata, John Sievert und David Drainie Taylor – Tracey Fragments (The Tracey Fragments) |
| Beste Filmmusik | Bester Song |
| - Howard Shore – Tödliche Versprechen – Eastern Promises (Eastern Promises) - Don MacDonald – Fido - David Hirschfelder – Shake Hands with the Devil - Ryûichi Sakamoto – Seide (Silk)' - Steve London – That Beautiful Somewhere | - Valanga Khoza and David Hirschfelder – Kaya(Shake Hands with the Devil) - Byron Wong and Luke Nicholson – Breathe (Poor Boy's Game) - Alan Doyle – Young Triffie's Been Made Away With (Young Triffie) |
| Bester Dokumentarfilm | Ehrenpreise |
| - Gary Burns, Jim Brown, Bonnie Thompson und Shirley Vercruysse – Radiant City - André-Line Beauparlant und Danielle Leblanc – Panache - Rob Stewart – Sharkwater | - Achievement in Make-Up: Stéphan Dupuis, Tödliche Versprechen – Eastern Promises (Eastern Promises) - Claude Jutra Award: Sarah Polley, An ihrer Seite (Away From Her)' - Golden Reel Award: Les 3 P'tits Cochons - Special Award: Harry Gulkin |